# Cernuella caruanae
Cernuella caruanae is een slakkensoort uit de familie van de Hygromiidae. De wetenschappelijke naam van de soort is voor het eerst geldig gepubliceerd in 1888 door Kobelt.